# Lika Roman
Lika Viktorivna Roman (en ucraniano: Ліка Вікторівна Роман; Úzhhorod, 12 de mayo de 1985) es una modelo ucraniana, elegida Miss Ucraina 2007. Posteriormente representó a Ucrania en Miss Mundo 2007 que se llevó a cabo en Sanya, China.
Lika Roman estudió relaciones internacionales en la Universidad de Kiev, Tarás Shevchenko, en su ciudad. Su padre, Victor, es un músico, mientras su madre, una diseñadora de moda. Antes de ser elegida, Lika Roman trabajaba como peluquera y estudiaba pianoforte.
Después de ganar el concurso, la modelo ha viajado mucho por Estados Unidos, antes de mudarse definitivamente a Kiev, la capital de Ucrania, para continuar su carrera de modelo